# اوا هاچه
اوا ماریا هرناندز ویلگاس (زاده ۷ اوت ۱۹۷۱)، که بیشتر با نام اوا هاچه شناخته می‌شود، یک طراح رقص، کمدین، بازیگر و مجری برنامه تلویزیونی اسپانیایی است. هاچه در سگویا، کاستیا و لئون به دنیا آمد. پس از تحصیل در زبان انگلیسی، کار خود را به عنوان بازیگر صحنه آغاز کرد.
در سال ۲۰۲۲، او اولین فیلم خود را به عنوان کارگردان، هر کسی روز بدی دارد فیلمبرداری کرد.